# Jürgen Klauke

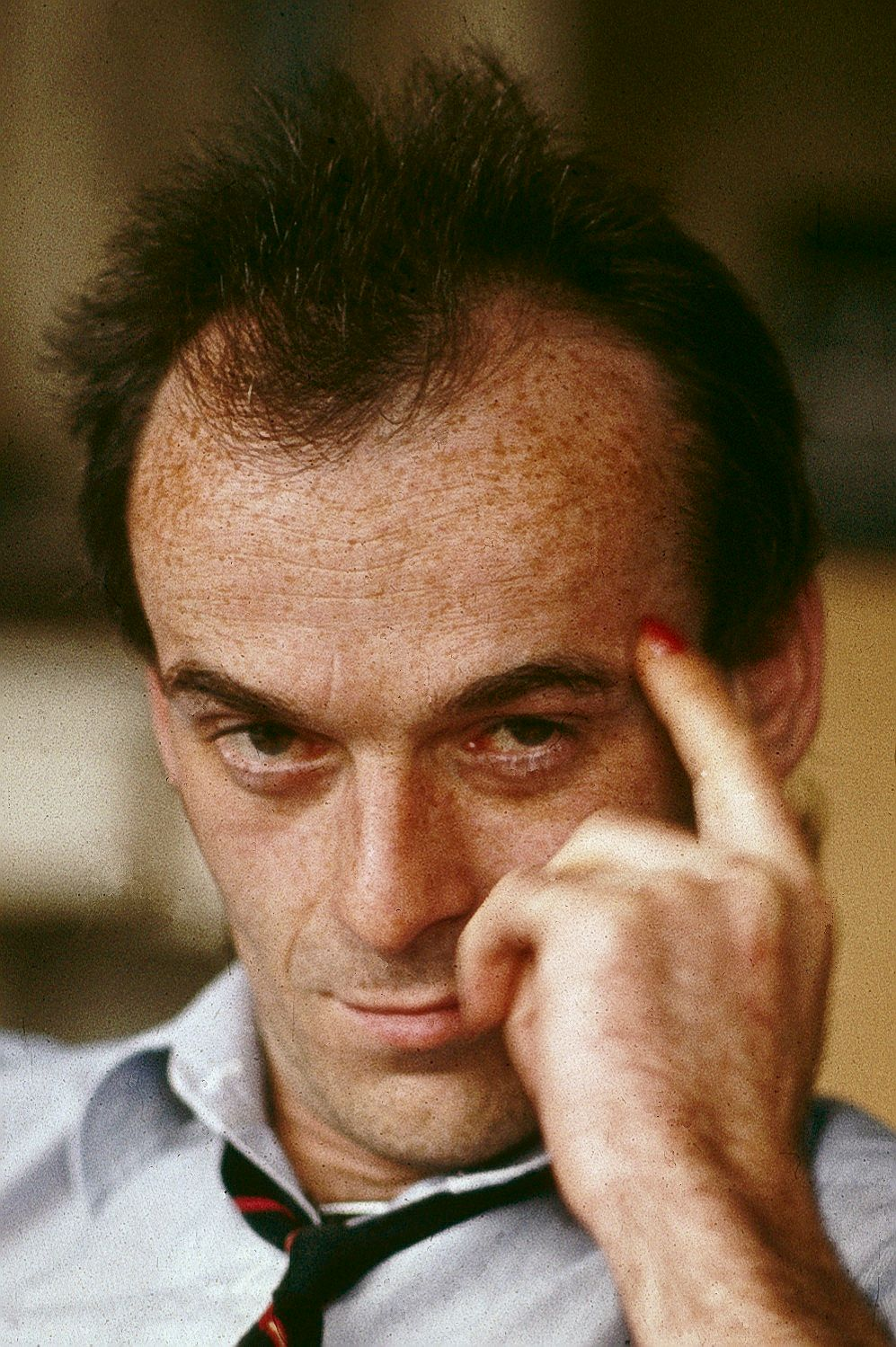
Jürgen Klauke, Keulen 1984.

Jürgen Klauke (Kliding, 6 september 1943) is een Duitse kunstenaar en emeritus hoogleraar. Hij leeft en werkt sinds 1968 in Keulen.
Vanaf zijn vroegste werk houdt Klauke zich al voornamelijk bezig met het menselijk lichaam en zijn geslachtelijke identiteit.
Hij herkende al in de vroege jaren 70, als een van de eersten, de mogelijkheden van de fotografiek als kunstmedium en werd zodoende een van de markantste vertegenwoordigers van de latere Bodyart.
Zijn vaak provocerend geënsceneerde tableaus vormen tegenwoordig een vast bestanddeel van de Duitse fotokunstscene.
Klaukes werk bestaat meestal uit omvangrijke thematische cycli en bijbehorende performances.

## Opleiding
- 1964 – 1970: Studie vrije grafiek aan de Keulse Werkschulen en benoeming tot meesterscholier bij Professor Will.

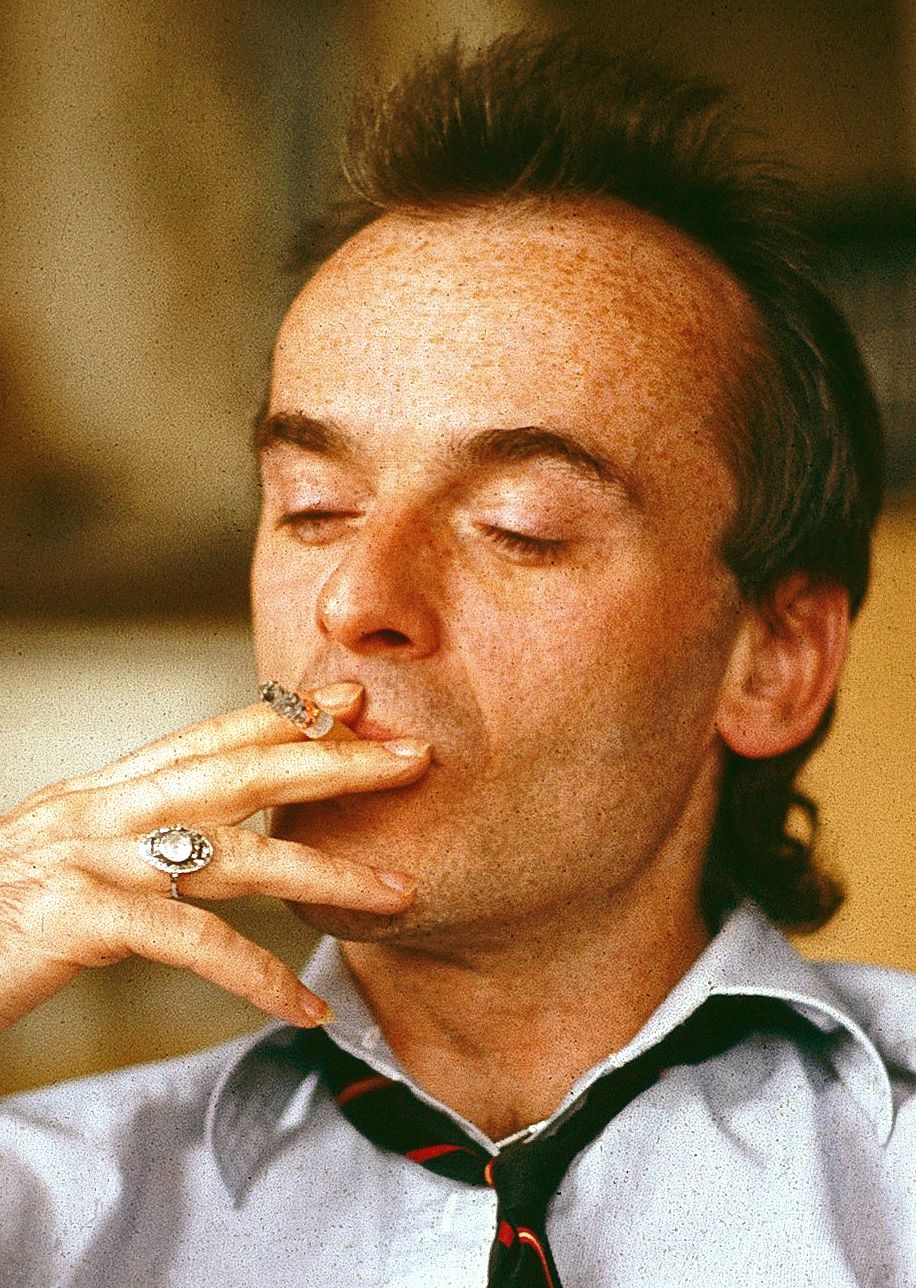
Jürgen Klauke, Keulen 1984.

## Leeropdrachten
- 1970 – 1975: Docent voor Vrije Grafiek aan de Hogeschool voor Kunst en Design in Keulen
- 1980 – 1981: Gastprofessoraat aan de Hogeschool voor Beeldende Kunst in Hamburg
- 1983 – 1984: Gastprofessoraat aan de Academie voor Beeldende Kunst in München
- 1986: Gastprofessoraat aan de Gesamthochschule in Kassel
- 1987 – 1993: Professor voor Kunst en Fotografie aan de Universiteit van Essen
- 1994 – 2008: Professor voor Kunstfotografie aan de Hogeschool voor Mediakunst in Keulen

## Belangrijkste individuele exposities
- 1973 Rheinisches Landesmuseum, Bonn
- 1975 Galerie de Appel, Amsterdam
- 1977 Galerie Eric & Xiane Germain, Parijs
- 1978 Galerie Jöllenbeck, Keulen
- 1980 Stedelijk Kunstmuseum, Düsseldorf
- 1981 Formalisierung der Langeweile, Rheinisches Landesmuseum, Bonn
- 1982 Neue Galerie am Landesmuseum Joanneum, Graz (catalogus)
- 1982 Kunstmuseum, Luzern
- 1982 Galerie Rudolf Zwirner, Keulen
- 1983 Galerie Stähli, Zürich
- 1984 Galerie Klein, Bonn
- 1985 Moderne Kunst Dietmar Werle, Keulen
- 1986 Jürgen Klauke. Neue Fotoarbeiten und Zeichnungen, Nationalgalerie, Berlijn (catalogus)
- 1987 Eine Ewigkeit ein Lächeln, Hamburger Kunsthalle, Hamburg (catalogus)
- 1987 Museum Boymans van Beuningen, Rotterdam
- 1987 Museum Ludwig, Keulen (catalogus)
- 1988 Prosecuritas, Very de Nada, Hal Zuid, Genève (catalogus)
- 1991 Prosecuritas, Moderne Kunst Dietmar Werle, Keulen
- 1992 Sonntagsneurosen, Staatliche Kunsthalle, Baden-Baden
- 1992 Kunstmuseum, Düsseldorf (catalogus)
- 1992 Galerie Bugdahn & Kaimer, Düsseldorf
- 1992 Arbeiten auf Papier, Kunstverein, Braunschweig (catalogus)
- 1993 Simoens Gallery, Knokke-le-Zoute, België
- 1994 Prosecuritas, Kunsthalle, Bielefeld (catalogus)
- 1994 Collectie Ingvild Götz, Cindy Sherman, Jürgen Klauke (catalogus)
- 1997 Phantomempfindung, The Museum of Modern Art, Saitama & Shiga, The Yamaguchi Prefectural Museum of Art, Yamaguchi, Japan (catalogus)
- 1998  Photo & Co. Gallery, Turijn
- 1998  Side Effect, Rudolfinum, Praag (catalogus)
- 1999  Galerie Helga de Alvear, Madrid
- 1999  Galerie Solertis, Toulouse
- 1999  Fotoarbeiten 1972 -1998, Kunstverein, Ulm
- 2000  Trost für Arschlöcher - Desasteriöses Ich, Rupertinum, Salzburg (catalogus)
- 2001  Absolute Windstille. Jürgen Klauke - Das fotografische Werk 1970-2000, Kunst- und Ausstellungshalle der BRD, Bonn & The State Russian Museum, St. Petersburg (catalogus)
- 2001  Galerie Cent 8, Paris
- 2002  Absolute Windstille. Jürgen Klauke - Das fotografische Werk 1970-2000, Hamburger Kunsthalle, Hamburg (catalogus)

## Belangrijkste groepsexposities
- 1974  Transformer, Kunstmuseum, Luzern
- 1977  Dokumenta 6, Kassel (catalogus)
- 1977  Malerei und Photographie im Dialog, Kunsthuis, Zürich (catalogus)
- 1978  Das Bild des Künstlers. Selbstdarstellung, Hamburger Kunsthalle, Hamburg (catalogus)
- 1979  The Biennale of Sydney, Sydney, Australië (catalogus)
- 1980  La Biennale Arti Visivi 80, Venetië, Italië (catalogus)
- 1981  Westkunst. Internationale Kunst nach 1939, Keulen (catalogus)
- 1982  Deutsche Zeichnungen in der Gegenwart - Contemporary German Drawings, Museum Ludwig, Keulen (catalogus)
- 1984  Toyama now, The Museum of Modern Art, Toyama, Japan (catalogus)
- 1986  Behind the Eyes. Eight German Artists,  Museum of Modern Art, San Francisco
- 1986  Fisher Gallery, University of Southern California, Los Angeles (catalogus)
- 1987  Dokumenta 8, Kassel (catalogus)
- 1989  Das Medium der Fotografie ist berechtigt, Denkanstöße zu geben. Collectie F.C. Gundlach, Kunstverein, Hamburg (catalogus)
- 1990  Allò bell, allò sinistre. Artistes de Colonia, Centre d'Art Santa Monica, Barcelona (catalogus)
- 1992  Adam & Eve, Museum of Modern Art, Saitama, Japan (catalogus)
- 1993  Photographie in der Deutschen Gegenwartskunst, Museum Ludwig, Keulen (catalogus)
- 1995  Masculin/Feminin, Centre Georges Pompidou, Parijs (catalogus)
- 1996  L'Art au Corps - The Art Embodied, Musée d'Art Contemporain, Marseille (catalogus)
- 1996  Radikale Bilder, Landesmuseum Joanneum, Graz, Oostenrijk
- 1996  Kunsthal, Szombathely, Hongarije (catalogus)
- 1997  Rose is a Rose is a Rose, Guggenheim Museum, New York & Warhol Museum, Pittsburgh
- 1997  Deutsche Fotografie - Macht eines Mediums 1870-1970, Kunst- und Ausstellungshalle, Bonn (catalogus)
- 1997  The veiled Face - Transvestism and Identity in Art, Culturonea, San Sebastian
- 1997  Positionen künstlerischer Photographie in Deutschland seit 1945, Berlinische Galerie im Martin-Gropius-Bau, Berlijn (catalogus)
- 1998  Out of Actions: Between Performance and the Object, 1949-1979, Museum of Contemporary Art, Los Angeles
- 1998  Österreichisches Museum für angewandte Kunst, Wenen
- 1998  Museu d'Art Contemporani de Barcelona, Barcelona
- 1998  Museum of Contemporary Art, Tokyo (catalogus)
- 1998  Degress of Stillness, Collectie Heifung, SK-Stiftung Kultur, Keulen (catalogus)
- 1999  Das xx. Jahrhundert - Ein Jahrhundert Kunst in Deutschland, Centraal Station, Hamburg (catalogus)
- 1999  Missing link - Menschenbilder in der Fotografie, Kunstmuseum, Bern (catalogus)
- 2000  Der anagramatische Körper, Centrum voor Kunst en Mediatechnologie, Karlsruhe (catalogus)
- 2000  Ich ist etwas Anderes. Kunst am Ende des 20. Jahrhunderts, Kunstcollectie Nordrhein-Westfalen, Düsseldorf (catalogus)
- 2000  Fotofokus, Fotocollectie Jeane v. Oppenheim, Norton Museum, Florida, USA (catalogus)
- 2000  Das Versprechen der Fotografie, Collectie DG Bank, Shirn Kunsthalle, Frankfurt (catalogus)
- 2001  CTRL- SPACE, ZKM, Karlsruhe (catalogus)

## Performances
- 1975 Keine Möglichkeit - Zwei Platzwunden, Galerie de Appel, Amsterdam
- 1977 Die Wörter haben ihre Kraft verloren. Concept in Performance, Internationale Kunstmarkt, Keulen
- 1978 The Harder They Come I, Internationale Performance Meeting, Belgrado
- 1981 Formalisierung der Langeweile, Rheinisches Landesmuseum, Bonn
- 1981 Melancholie der Stühle, Performance '81, Stedelijke Galerie in het Lenbachhuis, München
- 1982 Melancholie der Stühle, Performance 2, Kunstenaarshuis Bethanien, Berlijn
- 1984 Kunstlandschaften, Kunsthal Kiel & Kampnagel-terrein, Hamburg
- 1986 Zweitgeist, WDR: Lyrics, Domplatte, Keulen
- 1987 Postmoderne - hab mich gerne, Documenta 8, Kassel

## Onderscheiding
- 1995  Cultuurprijs van de Duitse Spaarbank- en Girovereniging

## Catalogi en boeken
- 1971  Ich & Ich, Tageszeichnungen & Fotosequenzen, Okt.1970-Feb.1971, Uitgave in eigen beheer, Keulen
- 1975  Tageszeichnungen, Zeichnungen und Polaroids, Uitgave in eigen beheer, Keulen / Verlag Constantin Post, Keulen
- 1975  Kunststoff Nr.1-6, Eigenverlag Bonvie/Klauke, Keulen
- 1976  Fag-Hag, Tageszeichnungen 1974, Verlag Galerie ak, Frankfurt
- 1978  Sekunden - Tageszeichnungen und Polaroids, Betzel Verlag, Wiesbaden
- 1981  Formalisierung der Langeweile - Fotoarbeiten, Performance und Videodokumente der Werkgruppe, Rheinisches Landesmuseum, Bonn / Kunstmuseum Luzern / Rheinlandverlag, Keulen
- 1982  Fotosequenzen 1972-1980, Betzel Verlag, Frankfurt
- 1983  Zeitlebens, Verlag Constantin Post, Keulen
- 1986  Viva Espana 1976-1979, Edition Jürgen Schweinebraden, Niederstein
- 1988  Ich war eine Dose - Prosecuritas und Griffe ins Leere, Galerie Udo Bugdahn, Düsseldorf
- 1992  Sonntagsneurosen, Staatliche Kunsthalle Baden-Baden / Kunstmuseum Düsseldorf
- 1994  Prosecuritas, Kunsthalle, Bielefeld
- 1995  Stellvertreter, Galerie Rigassi, Bern
- 1997  Jürgen Klauke - Phantomempfindung, The Museum of Modern Art, Saitama / Japan; The Museum of Modern Art, Shiga / Japan; The Yamaguchi Museum of Art, Yamagushi / Japan
- 1997  Jürgen Klauke - Kunst Heute Nr.19, Verlag Kiepenheuer & Witsch, Keulen
- 2000  Idiotische Seinsbefragung, Signatur Verlag, Rommerskirchen
- 2000  Desaströses Ich, Rupertinum Salzburg / Wienand Verlag, Keulen
- 2001  Absolute Windstille, Jürgen Klauke - Das fotografische Werk 1970-2000, Kunst- und Ausstellungshalle der Bundesrepublik Deutschland, Bonn / Cantz
- 2001  Ziemlich, Salon Verlag, Keulen
- 2001  Le désastre du moi, 1996-2001, Maison Européenne de la Photographie, Parijs

## Over Jürgen Klauke
- Jürgen Weiermair (Hrsg.), Jürgen Klauke. Desaströses Ich, Wienand Verlag, Keulen (2000) - ISBN 3 87909 724 0.
- John Pulz, The boy and the lens, New York (1995).
- Eveline Weiss, Jürgen Klauke, eine Ewigkeit, ein Lächeln, (1970/86).
- Hans Dickel, Das Drama vor dem Objektiv, Keulen (1993).

## Met Jürgen Klauke
- T. Hermann Ordelman, Das bekratzte Kaiserreich, Ravenberg Pers, Arnhem (1981) - ISBN 90 70399 02 4.